# Acero americano presso la chiesa parrocchiale di Laives
L'acero americano o negundo che sorgeva presso la chiesa parrocchiale di Laives (in tedesco: Eschen-Ahorn bei der Pfarrkirche Leifers) è stato un albero monumentale che si trovava nei pressi della chiesa di sant'Antonio Abate e san Nicolò a Laives.

## Storia
L'albero, un acero americano, venne piantato dal comune di Laives nel 1908 in occasione dei festeggiamenti per i 60 anni di regno dell'imperatore Francesco Giuseppe d'Asburgo. Per questo motivo è anche chiamato l'Albero dell'Imperatore (in tedesco Kaiser-Jubiläums-Baum).
Nel 2001, in considerazione delle dimensioni, dell'età (questa pianta ha un'aspettativa di vita di 60-70 anni) e del significato storico, è stato tutelato dalla provincia autonoma di Bolzano come monumento naturale botanico.
Fin dalla prima stesura nel 2017, è stato inserito dal ministero delle politiche agricole nell'elenco degli alberi monumentali d'Italia.
Nella notte tra il 9 e il 10 gennaio 2022, la parte superiore del tronco si è spezzata. I successivi controlli hanno fatto emergere l'impossibilità di eliminare il pericolo di nuovi crolli, rendendo necessario l'abbattimento dell'acero americano, avvenuto il successivo 14 febbraio.